# Debates para as eleições legislativas portuguesas de 2009
A temporada de debates para as eleições legislativas portuguesas de 2009 consistiram numa série de debates que foram realizados entre 2 de setembro e 12 de setembro de 2009 entre os líderes dos partidos representados na Assembleia da República: o secretário-geral do PS José Sócrates, o líder do CDS-PP Paulo Portas, o secretário-geral do PCP e da CDU Jerónimo de Sousa, o porta-voz do Bloco de Esquerda Francisco Louçã e a líder do PSD Manuela Ferreira Leite. O primeiro debate foi realizado pela TVI, no dia 2 de setembro, entre José Sócrates e Paulo Portas.

## Cronologia
Houve frente-a-frente televisivos entre os cinco partidos representados na Assembleia da República no período compreendido entre os dias 2 e 12 de setembro de 2009, a transmitir pelas três principais estações (RTP, SIC e TVI). Os debates ocorreram num estúdio "neutro", nos estúdios Valentim de Carvalho.

### Intervenientes
- José Sócrates (PS)
- Manuela Ferreira Leite (PSD)
- Paulo Portas (CDS-PP)
- Francisco Louçã (BE)
- Jerónimo de Sousa (CDU)

| Data                   | Intervenientes                                          | Moderador(es)        | Estação televisiva | Audiência              |
| ---------------------- | ------------------------------------------------------- | -------------------- | ------------------ | ---------------------- |
| 2 de setembro de 2009  | José Sócrates (PS) vs Paulo Portas (CDS-PP)             | Constança Cunha e Sá | TVI                | 1 439 000 espectadores |
| 3 de setembro de 2009  | Jerónimo de Sousa (CDU) vs Francisco Louçã (BE)         | Clara de Sousa       | SIC                | 835 000 espectadores   |
| 5 de setembro de 2009  | José Sócrates (PS) vs Jerónimo de Sousa (CDU)           | Judite de Sousa      | RTP1               | 976 000 espectadores   |
| 6 de setembro de 2009  | Francisco Louçã (BE) vs Manuela Ferreira Leite (PSD)    | Constança Cunha e Sá | TVI                | 1 181 500 espectadores |
| 7 de setembro de 2009  | Paulo Portas (CDS-PP) vs Jerónimo de Sousa (CDU)        | Clara de Sousa       | SIC                | 811 400 espectadores   |
| 8 de setembro de 2009  | José Sócrates (PS) vs Francisco Louçã (BE)              | Judite de Sousa      | RTP1               | 1 419 400 espectadores |
| 9 de setembro de 2009  | Manuela Ferreira Leite (PSD) vs Jerónimo de Sousa (CDU) | Constança Cunha e Sá | TVI                | 1 180 500 espectadores |
| 10 de setembro de 2009 | Paulo Portas (CDS-PP) vs Manuela Ferreira Leite (PSD)   | Judite de Sousa      | RTP1               | 1 176 600 espectadores |
| 11 de setembro de 2009 | Paulo Portas (CDS-PP) vs Francisco Louçã (BE)           | Judite de Sousa      | RTP1               | 1 020 200 espectadores |
| 12 de setembro de 2009 | José Sócrates (PS) vs Manuela Ferreira Leite (PSD)      | Clara de Sousa       | SIC                | 1 337 400 espectadores |

### Debates entre cabeças de lista
| Data                     | Intervenientes | Moderador(es) | Estação | Hiperligações |
| ------------------------ | --- | ------------- | ------- | ------------- |
| Pelo distrito do Porto   | |               |         |               |
| 2 de setembro de 2009    | Jorge Lacão (PS), José Pacheco Pereira (PSD), António Filipe (CDU), Filipe Lobo d'Ávila (CDS–PP) e José Gusmão (BE)            |               | RTPN    | [ 3 ]         |
| Pelo distrito de Braga   | |               |         |               |
| 4 de setembro de 2009    | António José Seguro (PS), João de Deus Pinheiro (PSD), Agostinho Lopes (CDU), Telmo Correia (CDS–PP) e Pedro Soares (BE)       |               | RTPN    | [ 3 ]         |
| Pelo distrito de Porto   | |               |         |               |
| 8 de setembro de 2009    | Alberto Martins (PS), José Pedro Aguiar-Branco (PSD), Honório Novo (CDU), José Ribeiro e Castro (CDS–PP) e João Semedo (BE)    |               | RTPN    | [ 3 ]         |
| Pelo distrito de Coimbra | |               |         |               |
| 10 de setembro de 2009   | Ana Jorge (PS), Paulo Mota Pinto (PSD), Manuel Pires Rocha (CDU), João Serpa Oliva (CDS–PP) e José Manuel Pureza (BE)          |               | RTPN    | [ 3 ]         |
| Pelo distrito de Setúbal | |               |         |               |
| 11 de setembro de 2009   | José António Vieira da Silva (PS), Fernando Negrão (PSD), Francisco Lopes (CDU), Nuno Magalhães (CDS–PP) e Fernando Rosas (BE) |               | RTPN    | [ 3 ]         |

### Debates entre partidos sem assento parlamentar
Houve, inserido no programa da RTP1 Prós e Contras, um debate entre todos os partidos sem assento parlamentar
| Data                   | Intervenientes | Moderador(es)          | Estação televisiva | Audiência |
| ---------------------- | --- | ---------------------- | ------------------ | --------- |
| 14 de setembro de 2009 | Carmelinda Pereira (POUS), António Garcia Pereira (PCTP/MRPP), Pedro Quartin Graça (FEH), Amândio Madaleno (PTP), Eduardo Correia (MMS), José Pinto Coelho (PNR), Nuno da Câmara Pereira (PPM), Luís Botelho Ribeiro (PPV), Rui Marques (MEP), Manuel Monteiro (PND) | Fátima Campos Ferreira | RTP1               | [ 4 ]     |